# Austin Wilmot
Austin Wilmot (* 15. März 1998 in Valley Village) ist ein US-amerikanischer Volleyballnationalspieler.

## Karriere
Wilmot begann seine Karriere an der Crespi Carmelite High School. Von 2017 bis 2019 studierte er an der University of California, Irvine und spielte in der Universitätsmannschaft. Danach setzte er sein Studium an der Pepperdine University fort und spielte für die Waves. Mit der US-Nationalmannschaft nahm der Mittelblocker an der NORCECA-Meisterschaft der Männer 2021 teil. Von 2022 bis 2025 spielte er in Brasilien bei Itambé Minas. 2025 wurde Wilmot vom deutschen Bundesligisten Helios Grizzlys Giesen verpflichtet.